# 金华街道
金华街道，是中华人民共和国贵州省遵义市赤水市下辖的一个乡镇级行政单位。

## 行政区划
金华街道下辖以下地区：
滨东社区、工矿村和沙湾村。